# Baruga jezik
Baruga jezik (ISO 639-3: bjz), jedan od 13 binanderskih jezika, transnovogvinejska porodica, iz Papue Nove Gvineje, kojim govori oko 2 230 ljudi (2003 SIL) iz plemena Baruga u provinciji Oro.
Postoji više dijalekata: bareji (987), mado (444), tafota baruga (796). Osnovne škole su dvojezične

## Vanjske poveznice
- Ethnologue (14th)
- Ethnologue (15th)